# ووكر هاينز
ووكر هاينز (بالإنجليزية: Walker Hines)‏ هو سياسي أمريكي، ولد في 1984. حزبياً، نشط في الحزب الديمقراطي والحزب الجمهوري. وقد انتخب عضو مجلس نواب لويزيانا.